# Джирометта, Карло
Карло Джирометта (итал. Carlo Girometta, 9 ноября 1913, Кастель-Сан-Джованни, Италия — 10 июня 1989, Кастель-Сан-Джованни, Италия) — итальянский футболист, игравший на позиции нападающего. Прежде всего известный по выступлениям за клубы «Пьяченца» и «Брешиа».

## Биография
Родился 9 ноября 1913 года в городе Кастель-Сан-Джованни. Воспитанник футбольной школы клуба «Олубра».
Во взрослом футболе дебютировал в 1933 году выступлениями за команду клуба «Пьяченца», в которой провёл три сезона, приняв участие в 60 матчах чемпионата и забил 47 голов. В составе «Пьяченцы» был одним из главных бомбардиров команды, имея среднюю результативность на уровне 0,78 гола за игру первенства.
В течение 1936—1937 годов защищал цвета команды клуба «Брешиа».
Своей игрой за эту команду привлёк внимание представителей тренерского штаба клуба «Аталанта», к составу которого присоединился в 1937 году. Сыграл за бергамский клуб следующие два сезона своей игровой карьеры.
С 1939 по 1942 год играл в составе команд клубов «Алессандрия», «Салернитана» и «Санремезе».
Завершил профессиональную игровую карьеру в нижнелиговом клубе «Олубра», за команду которого выступал на протяжении 1946—1949 годов.
В 1936 году был включен в состав сборной Италии для участия в Олимпийских играх 1936 года. На турнире, который проходил в Берлине, итальянцы завоевали титул олимпийских чемпионов, однако Джирометта на поле не выходил. В дальнейшем не провёл ни одной официальной игры за сборную.
Умер 10 июня 1989 года на 76-м году жизни в городе Кастель-Сан-Джованни.